# Copa de la Reina de fútbol sala 2022
La Copa S.M. de la Reina de Fútbol Sala Femenino de 2022 será la vigesimooctava edición de dicha competición española. Este año participarán 16 equipos de primera división y otros 16 de segunda.

## Formato competición
En esta temporada jugarán un total de 32 equipos, los 16 equipos de primera división de la Primera División femenina de fútbol sala y los cuatro mejores clasificados de cada uno de los cuatro grupos de la segunda división, siempre que no sean equipos filiales.
La primera eliminatoria será el 8 de diciembre, y se empezará la competición en la ronda de dieciseisavos de final donde se enfrentarán los equipos de primera contra los de segunda a partido único en campo del equipo de menor categoría.
Los octavos de final se jugarán el 8 de enero y para el sorteo se reagruparán en grupos por proximidad geográfica. Tendrán preferencia eliminatorias entre equipos de distinta categoría, y en el caso de dos equipos de la misma será local según el orden de extracción de las bolas del sorteo.
Con los ocho equipos resultantes se jugarán en una sede única y los enfrentamientos se realizaran por sorteo, se jugará entre el 6 y el 8 de mayo.

## Participantes
| 1.ª División Atlético Torcal AD Sala Zaragoza FS AE Penya Esplugues Clínica Blasco Joventut d'Elx Universidad de Alicante FSF Pescados Rubén Burela FS Marín Futsal Ourense CF Envialia Poio Pescamar FS Arriva AD Alcorcón FSF CD Futsi Atlético Navalcarnero CD Leganés FS Rayo Majadahonda FSF/Afar4 FSF Móstoles Melilla Sport Capital Torreblanca STV Roldán | 2.ª División Deportivo Córdoba Cajasur FS Intersala Promesas Spring Cider Rodiles FSF Gran Canaria FSF Teldeportivo CDB Almagro FS CD La Concordia Les Corts AE Feme Sala Castellón CFS Xaloc Alicante FS Cidade de As Burgas GLS Valdetires Ferrol FSF Viaxes Amarelle FS CD Básico Rivas Futsal La Boca te Lia Futsal Alcantarilla Desguaces París La Algaida FS UDC Txantrea KKE |

## Rondas clasificatorias

### Dieciseisavos de final
Disputaron la primera ronda del torneo los 32 equipos de Primera y Segunda. El sorteo se celebró el 17 de septiembre de 2021 en la Ciudad del Fútbol de Las Rozas. La eliminatoria se jugó a partido único el 8 de diciembre de 2021, en el pabellón del club de menor categoría.
| Local                              | Resultado    | Visitante                         |
| ---------------------------------- | ------------ | --------------------------------- |
| Spring Cider Rodiles FSF           | 0–7          | Pescados Rubén Burela FS          |
| Cidade de As Burgas GLS            | 3–4 (t. s.)  | Ourense CF Envialia               |
| Viaxes Amarelle FS                 | 4–5          | Marín Futsal                      |
| Valdetires Ferrol FSF              | 1–4          | Poio Pescamar FS                  |
| Intersala Promesas                 | 3–4 (t. s.)  | AD Sala Zaragoza FS               |
| CD La Concordia                    | 3–1          | AE Penya Esplugues                |
| Feme Sala Castellón CFS            | 1–3          | Clinica Blasco Joventut d'Elx     |
| Xaloc Alicante FS                  | 2–6          | Universidad de Alicante FSF       |
| La Boca te Lia Futsal Alcantarilla | 0–5          | STV Roldán                        |
| CD Básico Rivas Futsal             | 0–5          | Melilla Sport Capital Torreblanca |
| Deportivo Córdoba Cajasur FS       | 2–2 (0:3 p.) | Atlético Torcal                   |
| Gran Canaria FSF Teldeportivo      | 0–4          | CD Futsi Atlético Navalcarnero    |
| CDB Almagro FS                     | 0–1          | Rayo Majadahonda FSF/Afar4        |
| UDC Txantrea KKE                   | 2–6          | CD Leganés FS                     |
| Desguaces París La Algaida FS      | 2–2 (3:2 p.) | FSF Móstoles                      |
| Les Corts AE                       | 2–4          | Arriva AD Alcorcón FSF            |

### Octavos de final
La disputarán los 16 equipos clasificados de la ronda anterior, el sorteo se realizó el 10 de diciembre de 2021 en la Ciudad del Fútbol de Las Rozas y el sorteo es puro, sin ningún tipo de condicionantes.
| Local                             | Resultado    | Visitante                  |
| --------------------------------- | ------------ | -------------------------- |
| Clinica Blasco Joventut d'Elx     | 0–6          | Arriva AD Alcorcón FSF     |
| Desguaces París La Algaida FS     | 1–2          | STV Roldán                 |
| CD La Concordia                   | 1–2          | Marín Futsal               |
| Ourense CF Envialia               | 4–1          | CD Leganés FS              |
| Universidad de Alicante FSF       | 0–1          | Pescados Rubén Burela FS   |
| AD Sala Zaragoza FS               | 2–2 (3:2 p.) | Poio Pescamar FS           |
| CD Futsi Atlético Navalcarnero    | 7–1          | Rayo Majadahonda FSF/Afar4 |
| Melilla Sport Capital Torreblanca | 5–0          | Atlético Torcal            |

### Cuartos de final
| Local                             | Resultado | Visitante                      |
| --------------------------------- | --------- | ------------------------------ |
| Marín Futsal                      | 1–3       | STV Roldán                     |
| AD Sala Zaragoza FS               | 1–3       | CD Futsi Atlético Navalcarnero |
| Melilla Sport Capital Torreblanca | 0–3       | Arriva AD Alcorcón FSF         |
| Ourense CF Envialia               | 1–5       | Pescados Rubén Burela FS       |

### Semifinales
| Local                  | Resultado    | Visitante                      |
| ---------------------- | ------------ | ------------------------------ |
| STV Roldán             | 2–2 (4:5 p.) | CD Futsi Atlético Navalcarnero |
| Arriva AD Alcorcón FSF | 1–1 (3:4 p.) | Pescados Rubén Burela FS       |